# Atmel AVR
Zasugerowano, aby wydzielić z tego artykułu informacje nt. AVR UC3 do artykułu AVR32.  (dyskusja)

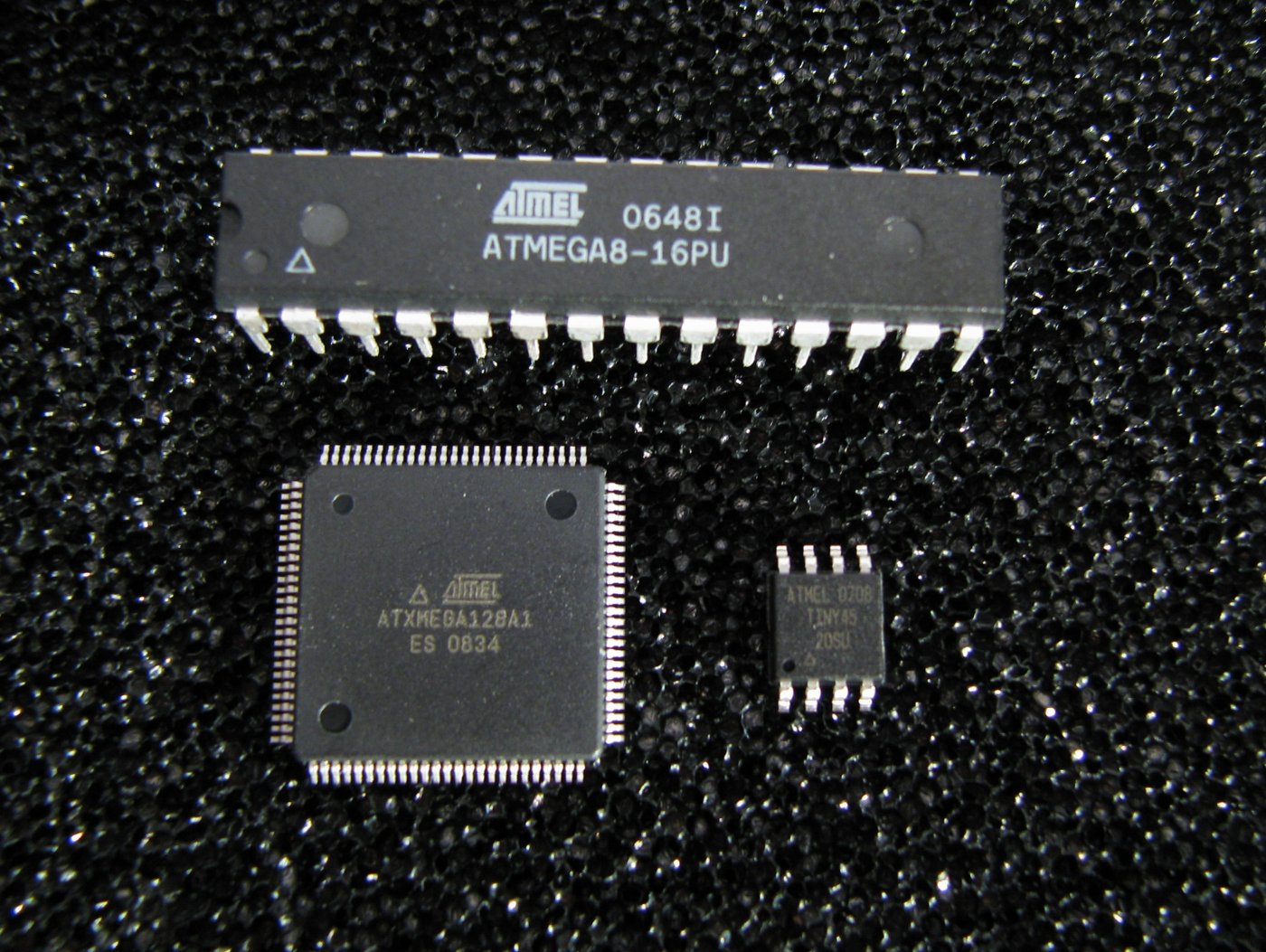
Przykładowe mikrokontrolery

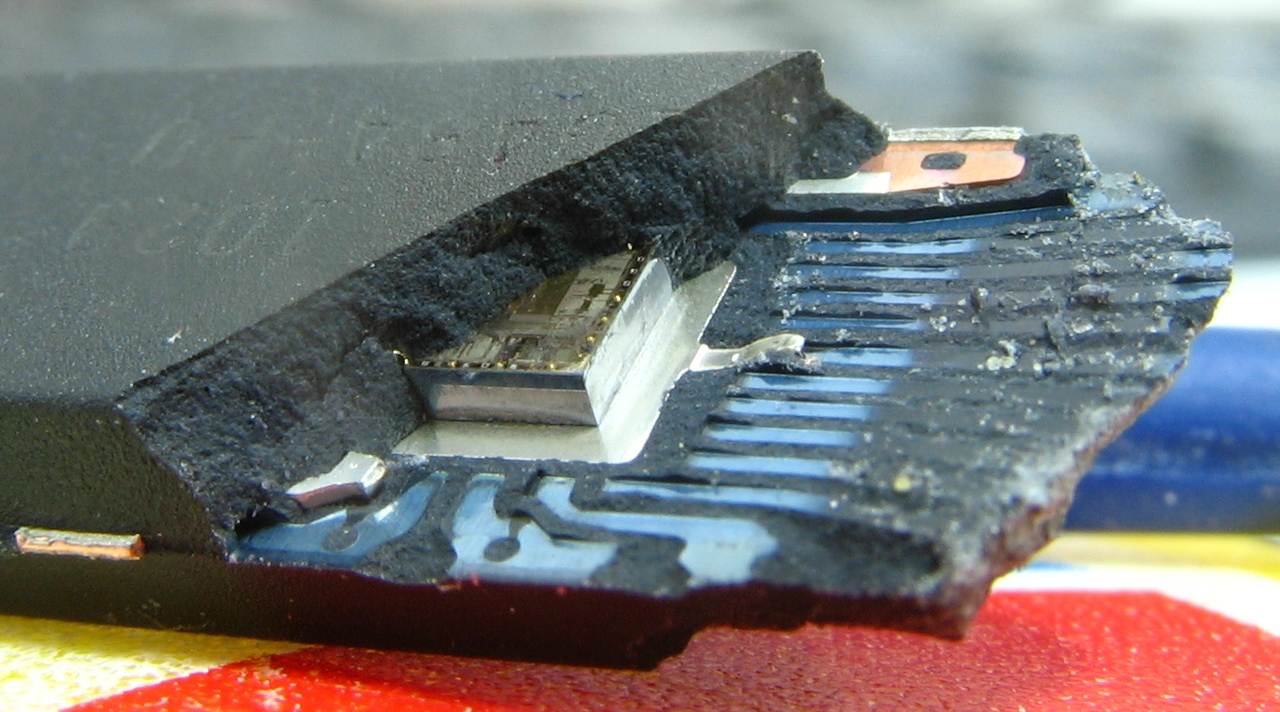
ATmega8 po odpryśnięciu obudowy

Najprostszy programator

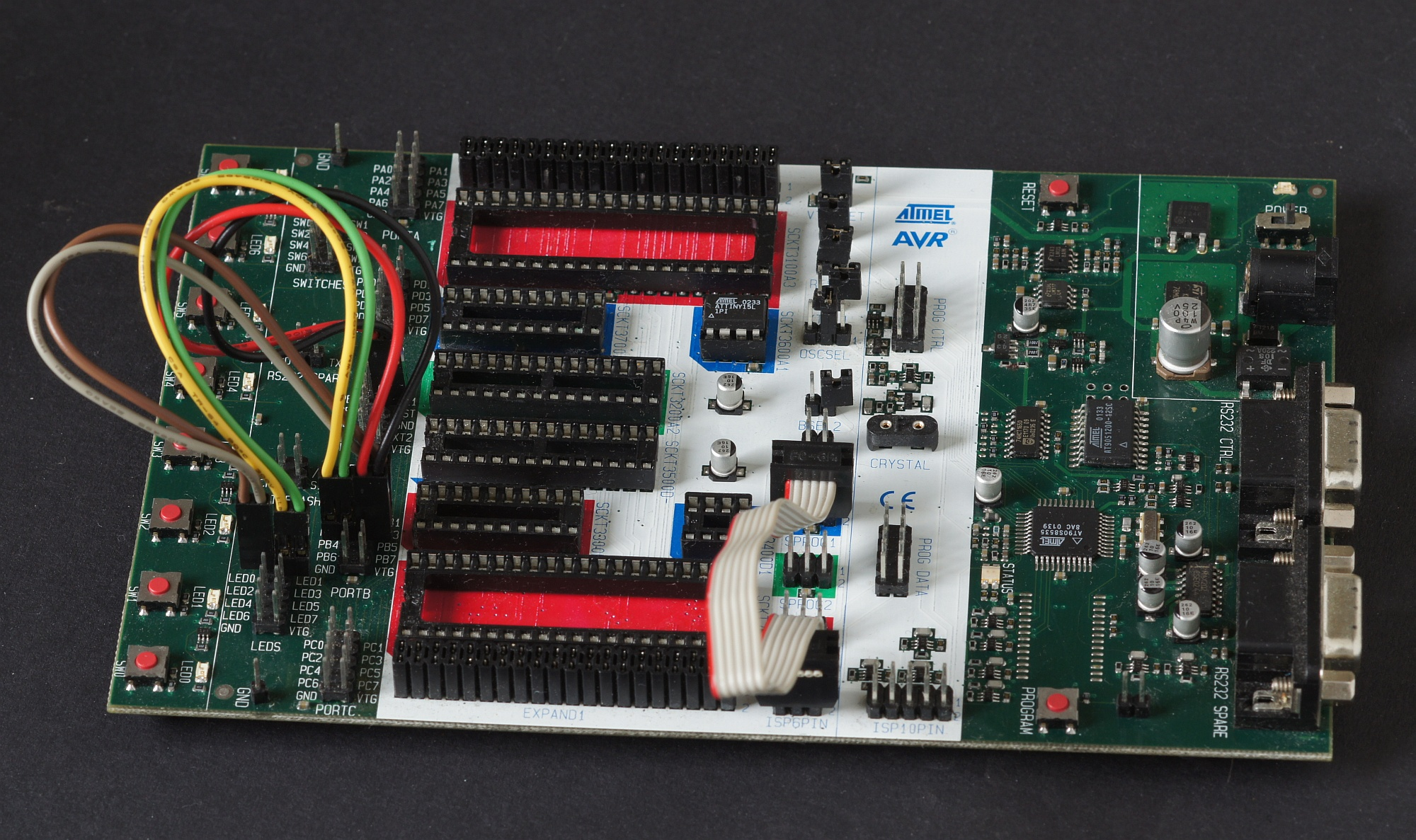
STK500

Atmel AVR – typ ośmiobitowych mikrokontrolerów produkowanych przez firmę Atmel.
Jednostka arytmetyczno-logiczna opracowana przez dwóch studentów z Norweskiej Wyższej Szkoły Technicznej (NTH) oparta jest na schemacie procesora RISC i zasadach zmodyfikowanej architektury harwardzkiej, zawiera 32 ośmiobitowe rejestry. Instrukcje arytmetyczno-logiczne mogą być wykonywane na rejestrach. Dane z pamięci mogą być tylko przesyłane do i z rejestrów. Charakteryzuje się ona prostą strukturą rozkazów, dużą wydajnością obliczeniową (większość rozkazów wykonywana jest w jednym takcie zegara procesora).
Listę rozkazów dopasowano do wymagań współczesnych kompilatorów, wprowadzając rozkazy pobierania danych przez adresowanie pamięci rejestrem 16-bitowym (zestaw dwóch rejestrów) z jednoczesnym zwiększeniem lub zmniejszeniem rejestru adresowego (pobierz i zwiększ/zmniejsz).
Mikrokontrolery AVR są popularne wśród hobbystów i amatorów, ze względu na łatwość programowania, a także łatwość uruchomienia. Do niektórych układów wystarczy podłączyć zasilanie, by stanowiły kompletny, programowalny system mikroprocesorowy. W połączeniu z dużymi obudowami typu DIP daje to rzadko spotykaną możliwość budowy prostszych układów mikroprocesorowych bez konieczności pracochłonnego przygotowywania płytki drukowanej.

## Podział
Układy typu AVR zostały podzielone na kilka podtypów:
- 8-bitowe
  - tinyAVR – oznaczenie ATtiny[1]
    - 0,5-16 kB pamięci programu
    - obudowy o 6-32 wyprowadzeniach
    - ograniczony zestaw zintegrowanych peryferiów
    - obniżony pobór mocy

  - megaAVR – oznaczenie ATmega[2]
    - 4-256 kB pamięci programu
    - obudowy o 28-100 wyprowadzeniach
    - rozszerzony zestaw poleceń (m.in. o polecenia do obsługi powiększonej pamięci programu)
    - liczne zintegrowane peryferia (przetworniki AC/CA, timery, liczniki, USB itp)
    - nowsze ATMegi (posiadające czterocyfrowe oznaczenia) cechują się znacznie rozbudowanymi funkcjonalnościami (event system, układ programowalnej logiki, rozbudowane porty IO)

- - AVR XMEGA – oznaczenie ATxmega[3]
    - 8-384 kB pamięci programu
    - obudowy o 32-100 wyprowadzeniach
    - rozszerzone możliwości, takie jak obsługa DMA, system zdarzeń (Event System), logika programowalna (XCL) i sprzętowe wsparcie dla kryptografii (używane m.in. przy współpracy z kartami inteligentnymi)

  - AVR Dx
    - najnowsza rodzina 8-bitowych mikrokontrolerów AVR
    - w przeciwieństwie do poprzednich rodzin płaska przestrzeń adresowa, w której znajduje się pamięć SRAM, EEPROM i wybrana strona pamięci FLASH
    - do 128 kB pamięci programu, do 8 kB pamięci SRAM
    - obudowy do 64 pinów, w tym dostępne są obudowy PDIP
    - układ  programowalnej logiki (CCL)
    - system zdarzeń podobny do systemu obecnego w XMEGA
    - przetwornik ADC (12-bitowy) i DAC (10 bitowy)
    - do 4 komparatorów analogowych oraz wzmacniaczy operacyjnych o programowalnym wzmocnieniu
    - do 3 układów detekcji przejścia przez zero
    - do 8 timerów

- 32 bitowe (lista rozkazów architektury AVR32 jest niekompatybilna z AVR)
  - AVR UC3[4]
    - obudowy QFP, BGA od 44 do 144 i więcej wyprowadzeń
    - seria D
      - najprostsza seria, posiada moduł obsługi pojemnościowych czujników dotykowych

    - seria C
      - wyposażone w jednostkę zmiennoprzecinkową (FPU), Ethernet, CAN, LIN, USB OTG, PWM 16-kanałowy 12-bitowy przetwornik analogowo-cyfrowy (ADC), 4-kanałowy, 12-bitowy przetwornik cyfrowo-analogowy (DAC)

    - seria L
      - seria L została zaprojektowana pod kątem minimalizacji zużycia prądu

    - seria A0/A1
      - jest dedykowana rozwiązaniom potrzebującym złącz Ethernet oraz USB

    - seria A3/A4
      - zawiera moduł kryptograficzny AES o wydajności 22,8 MB/s, może być używany do współpracy z kartami chipowymi

    - seria B
      - zaprojektowana do wykorzystania dużej mocy obliczeniowej oraz złącza USB

## Wyposażenie
Poszczególne mikrokontrolery typu AVR różnią się między sobą, przede wszystkim ilością pamięci flash, RAM, liczbą portów wejść/wyjść oraz układami dodatkowymi.
Przykładowo: ATtiny13 ma 1 kB pamięci programu (flash), 64 bajty EEPROM, 64 bajty RAM + 32 rejestry, 6 linii wejść/wyjść, 2 kanały PWM, 4 kanały A/D, wewnętrzny oscylator; montowany jest w obudowie o 8 wyprowadzeniach.
ATmega2560 ma 256 kB pamięci programu, 4 kB EEPROMu, 8 kB RAM, 86 wejść/wyjść, 4 16-bitowe liczniki sterujące w sumie 6 wyjściami PWM, SPI, 2 układy USART, 16-kanałowy przetwornik analogowo-cyfrowy.
Podstawowe elementy AVR (nie wszystkie występują w każdym układzie):
- pamięć flash - pamięć programu; programowalna w układzie, część programowana podczas pracy układu,
- pamięć EEPROM,
- pamięć SRAM,
- uniwersalne porty wejścia/wyjścia,
- 8 i 16-bitowe układy czasowo-licznikowe z możliwością generowania sygnału z modulacją szerokości impulsu PWM (w Atxmega można zwiększyć szerokość przez połączenia kaskadowe liczników, a także poszerzyć możliwości generacji sygnałów PWM poprzez wykorzystanie modułu WeX/AWeX)
- licznik czasu rzeczywistego (RTC)
- wielokanałowy multipleksowany 10-bitowy przetwornik analogowo-cyfrowy (w Atxmega i AVR Dx 12-bitowy o maksymalnej prędkości 2 milionów próbek na sekundę),
- przetwornik cyfrowo-analogowy (DAC) 10-bitowy - rodziny Atxmega i AVR Dx,
- Interfejs TWI pełniący funkcję sprzętowego kontrolera w standardzie I2C
- interfejs szeregowy USART,
- interfejs SPI - domyślny interfejs programowania dla Atmega,
- układy programowalnej logiki,
- Watchdog,
- wewnętrzny generator RC,
- Funkcja ISP realizowana przy użyciu wybranego interfejsu (SPI, JTAG, PDI, TPI, aWire)
- JTAG, interfejs programowania i debugowania (rezerwuje 4 piny mikrokontrolera) obecny tylko w większych modelach Atmega/Atxmega,
- DebugWire, umożliwia debugowanie programu dla kontrolerów z ograniczoną liczbą pinów.
- PDI umożliwiający programowanie i debugowanie układów przy wykorzystaniu jedynie 2 linie sygnałowe (w tym sygnału RESET) - domyślny interfejs dla Atxmega